# Aljezur (vila)
Aljezur é uma vila histórica portuguesa sede da Freguesia e do Município de Aljezur, no Distrito de Faro, região e sub-região do Algarve.
O município de Aljezur tem 323,50 km² de área e 5 884 habitantes (2011).
Dom Dinis concedeu-lhe foral em 1280.

## História
O território de Aljezur é habitado desde os tempos pré-históricos.
A povoação actual de Aljezur foi fundada no século X pelos árabes que ali permaneceram durante cinco séculos até à conquista cristã e lá deixaram importantes marcas tais como o castelo e a sua cisterna, a toponímia, como muitas lendas e histórias populares.     
No século XIII, no reinado de Afonso III, Aljezur foi definitivamente tomada aos mouros por Paio Peres Correia. D. Dinis concede a Aljezur foral em 12 de Novembro de 1280.
Em 1 de Junho de 1504, D. Manuel I reformou a Carta Diplomática de D. Dinis, concedendo à vila o título de "Nobre e Honrada".
Em 1755 Aljezur foi profundamente devastada pelo terramoto. Na sequência, o Bispo D. Francisco Gomes do Avelar mandou construir a Igreja Matriz de Nossa Senhora da Alva em local fronteiro à vila à volta da qual crescer um novo aglomerado populacional, a Aldeia Nova.

## Orago
A vila de Aljezur pertence à Paróquia de Aljezur que tem por orago Nossa Senhora de Alva.

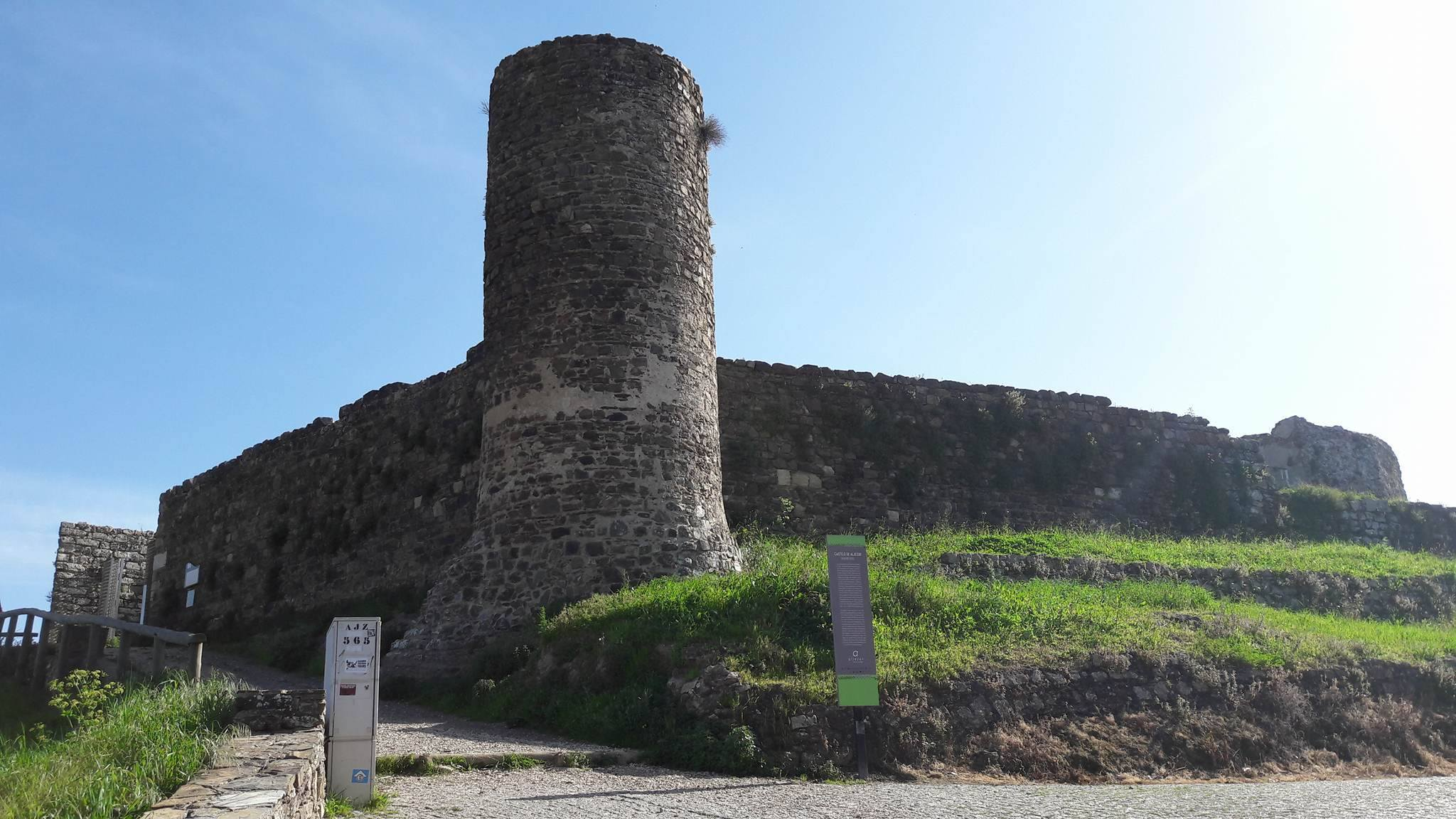
Castelo de Aljezur

## Património
- Castelo de Aljezur
- Castelo de Arrifana
- Igreja da Misericórdia de Aljezur
- Igreja Matriz de Nossa Senhora da Alva

## Geminações
Aljezur está geminada com:
- Kürnach, Baviera, Alemanha
- Boavista, Ilha da Boa Vista, Cabo Verde